# Probolitrema
Probolitrema är ett släkte av plattmaskar. Probolitrema ingår i familjen Gorgoderidae.
Kladogram enligt Catalogue of Life:
| Probolitrema | \| \| Probolitrema californiense \| \| \| \| \| \| Probolitrema richardii \| \| \| \| |
|              | \| \| Probolitrema californiense \| \| \| \| \| \| Probolitrema richardii \| \| \| \| |
|              | Gorgodera                                                                             |
|              |                                                                                       |
|              | Gorgoderina                                                                           |
|              |                                                                                       |
|              | Phyllodistomum                                                                        |
|              |                                                                                       |
|              | Staphylorchis                                                                         |
|              |                                                                                       |
|              | Probolitrema californiense                                                            |
|              |                                                                                       |
|              | Probolitrema richardii                                                                |
|              |                                                                                       |

|  | Probolitrema californiense |
|  |                            |
|  | Probolitrema richardii     |
|  |                            |